# 3次元レーダー
3次元レーダー（さんじげんレーダー）とは、距離のほか、方位と仰角を同時に調べる一次レーダー。レーダーサイトなど、主に航空機を警戒捜索するレーダーとして用いられる。これに対して、距離・方位、距離・仰角のいずれかのみを走査するレーダーは2次元レーダーと呼ばれる。3次元レーダーは、偏波やビーム（位相の揃った状態の電磁波）等を利用し、探知目標の3次元データを得ている。

## 概要
レーダーの実用化後しばらくは、目標の距離と方位は捜索レーダーによって、また高度については高角測定レーダー（Height finding radar）によって測定していた。3次元レーダーは、これらを統合するものとして開発されたものであり、おおむね下記のような方式がある。
多重ビーム（stacked-beam）方式
送信時にはファンビームを用いるが、受信時は、多数のペンシルビームを垂直方向に隣接させて並べて、水平面内で回転させる方式。仰角は隣接したビーム間の振幅比較モノパルス法によって測定する。アメリカ海軍のAN/SPS-2で採用された（試作のみ）。レーダー波の干渉を利用し、多重ビームを構成させるグレーディング・ローブ方式というのもある。
パルス内周波数走査（frequency scanning, FRESCAN）方式
送信パルス1個を、周波数の異なったサブパルスn個に分けて送信することで、各周波数に対応してn個のビームを形成する方式。アメリカ海軍のAN/SPS-39などで採用された。
ペンシルビーム方式
垂直面内は位相走査で、測角にはモノパルス法を用いる方式。多数の周波数を使わずに自由にビーム方向を操ることができるという長所がある。フェーズドアレイレーダーで採用されている。
Vビーム方式
傾斜させた偏波を利用し、その交点から高度を求める方式。ソビエト連邦のアンガラーM（ヘッドネットC）で採用された。

## 機種一覧

### 地上用
アメリカ合衆国
- AN/TPS-43（英語版）
- AN/FPS-117
- AN/MPQ-64（英語版）

 イスラエル
- EL/M-2084（英語版）

 スウェーデン
- ジラフAMB

 ソビエト連邦
- 5N59 ST-68（ロシア語版）

 日本
- J/FPS-1
- J/FPS-2
- J/FPS-3
- J/FPS-4
- J/FPS-5
- J/FPS-7
- J/TPS-100
- J/TPS-101
- J/TPS-102
- JTPS-P14
- JTPS-P25

 ロシア
- 「ガンマ-DYe（ロシア語版）」
- 96N6Ye 「ガンマ-S1Ye」（ロシア語版）
- 59N6-Ye 「プロチーヴニク-GYe」（ロシア語版）」
- 5N59 ST-68（ロシア語版）
- 96L6Ye
- 「コリツォー」

### 艦載用
アメリカ合衆国
- AN/SPS-39/42
- AN/SPS-48
- AN/SPS-52
- AN/SPY-1
- AN/SPY-3
- AN/SPY-6
- AN/SPY-7
- AN/SPQ-9B

 イギリス
- 984型
- AWS-9 / 996型
- ARTISAN 3D / 997型
- SAMPSON / 1045型

 イスラエル
- EL/M-2238 STAR[注釈 1]
- EL/M-2248 MF-STAR

 イタリア
- RAN-40L

 イタリア/ フランス
- EMPAR

 オーストラリア
- CEAFAR

 オランダ
- MW-08[注釈 1]
- SMART-S
- SMART-L
- APAR

 スウェーデン
- シージラフAMB

 ソビエト連邦
- MR-310U 「アンガラーM」
- MR-650 「ポドベリョーゾヴィク」
- MR-700 「ポドベリョーゾヴィク-E、-ET1、-ET2」
- MR-750 「フレガート-MA」
- MR-755 「フレガート-MA-1」

 中華人民共和国
- 381型
- 346型

 ドイツ
- TRS-3D
- TRS-4D

 日本
- OPS-12
- OPS-24
- FCS-3 / OPS-50

 フランス
- DRBI-23
- DRBJ-11B
- ヘラクレス（ハーキュリーズ）

 ロシア
- 「フレガート-MAE、-MAE-1、-MAE-2」
- 「フレガート-MAE-3」
- 「フレガート-MAE-4K」
- 「フレガート-M2EM、-MAE-5（ロシア語版）」
- 「ポジチーフ-MA1」
- 「フールケ-2」